# Region Quinara

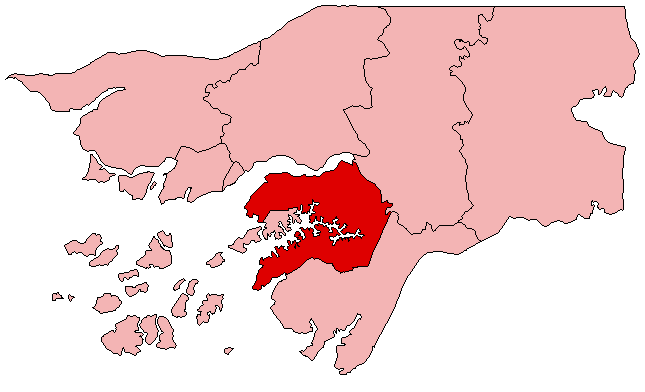
Region Quinara

Region Quinara (port. região de Quinara) - jeden z dziewięciu regionów w Gwinei Bissau, położony w środkowej części kraju. Stolicą regionu jest Buba. 
Region zajmuje powierzchnię 3138 km² i jest zamieszkany przez 53 585 osób.